# Alfred von Zeerleder

Alfred von Zeerleder (ca. 1950)

Alfred von Zeerleder (* 22. März 1890 in Bern; † 2. Oktober 1976 in Küsnacht) war ein Schweizer Metallurg.
Er studierte von 1909 bis 1911 Maschinenbau an der Eidgenössischen Technischen Hochschule ETH Zürich. Nach einem Praktikum bei Brown, Boveri & Cie in Baden (BBC) wandte er sich dem Studium der Elektrochemie, Chemie und Hüttenkunde an der Königlichen Hochschule zu Aachen zu und wurde dort 1916 promoviert. 1920 trat er seine Stelle im Versuchslabor der Aluminium-Industrie Actiengesellschaft (A.I.A.G.) in Neuhausen am Rheinfall (später: Forschungsinstitut FI) an. Bis 1955 amtierte er als Direktor dieses Forschungsinstituts.
Am 13. April 1930 verlieh ihm der Bundesrat den Professorentitel, woraufhin er mit Schreiben vom 29. April 1930 an die Eidgenössische Technische Hochschule ETH berufen wurde. Bis 1957 war er außerordentlicher Professor für Leichtmetalle und Elektrometallurgie an der ETH Zürich.

## Werke
- "Technologie der Leichtmetalle". Rascher-Verlag, Zürich 1947